# کلاین بنبک
کلاین بنبک (به آلمانی: Klein Bennebek) یک شهر در آلمان است که در اشلسویگ-فلنسبورگ واقع شده‌است. کلاین بنبک  ۵۸۱ نفر جمعیت دارد.